# 英國鐵路工程公司

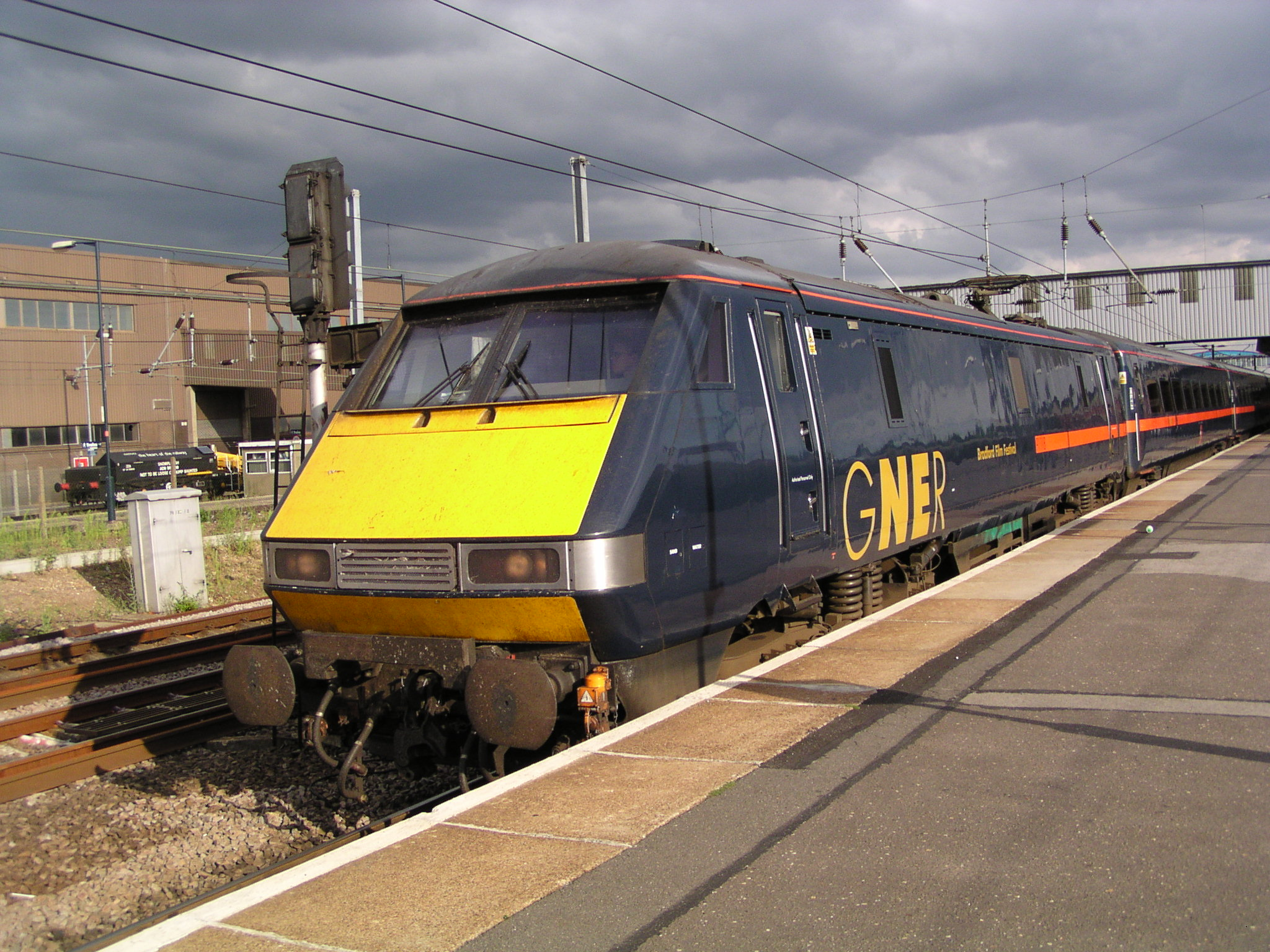
BREL制造的91118号91型机车牵引Metro-Cammell制造的Mark 4客车，摄于彼得伯勒站

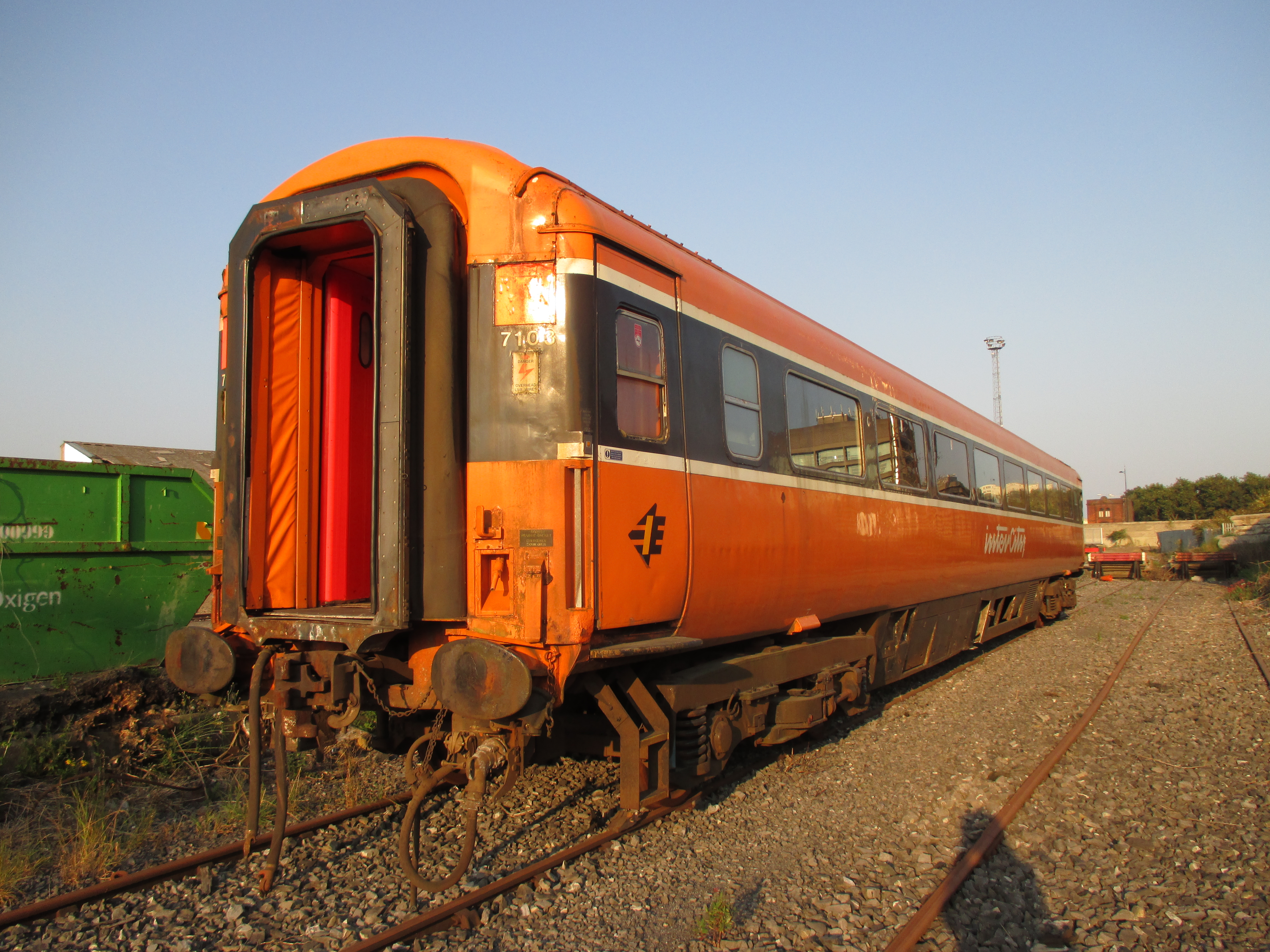
BREL制造的Mark 3客车，2014年9月摄于愛爾蘭都柏林北牆站。

英國鐵路工程有限公司（ BREL ）成立於1969年10月31日，是英國鐵路的鐵路系統工程子公司，直到1989年英國鐵路私有化。 BREL由瑞士-瑞典大型企業集團ABB Asea Brown Boveri （占40％）， Trafalgar House （占40％）和管理層與員工的收購（占20％）購買。此後，它已成為龐巴迪運輸公司的一部分。

## 產品

### 柴油機車
- British Rail Class 41 (HST)
- British Rail Class 43 (HST)
- British Rail Class 56
- British Rail Class 58

### 電力機車
- British Rail Class 87
- British Rail Class 89
- British Rail Class 90
- British Rail Class 91

### 電聯車或柴聯車
- British Rail Class 140
- British Rail Class 141
- British Rail Class 142
- British Rail Class 144
- British Rail Class 150
- British Rail Class 154
- British Rail Class 158
- British Rail Class 159
- British Rail Class 165
- British Rail Class 166
- British Rail Class 210
- British Rail Class 252
- British Rail Classes 253 and 254
- British Rail Class 312
- British Rail Class 313
- British Rail Class 314
- British Rail Class 315
- British Rail Class 317
- British Rail Class 318
- British Rail Class 319
- British Rail Class 320
- British Rail Class 321
- British Rail Class 322
- British Rail Class 370
- British Rail Class 442
- British Rail Classes 445 and 446
- British Rail Class 455
- British Rail Class 456
- British Rail Class 457
- British Rail Class 465
- British Rail Class 488
- British Rail Class 507
- British Rail Class 508
- British Rail Class 510
- NIR Class 80
- NIR Class 450
- 台鐵EMU100型電聯車

BREL也生產了一些軌道客車。

### 客車
- British Railways Mark 2
- British Rail Mark 3
- British Rail Mark 4 (bodyshells)

### 主要產品

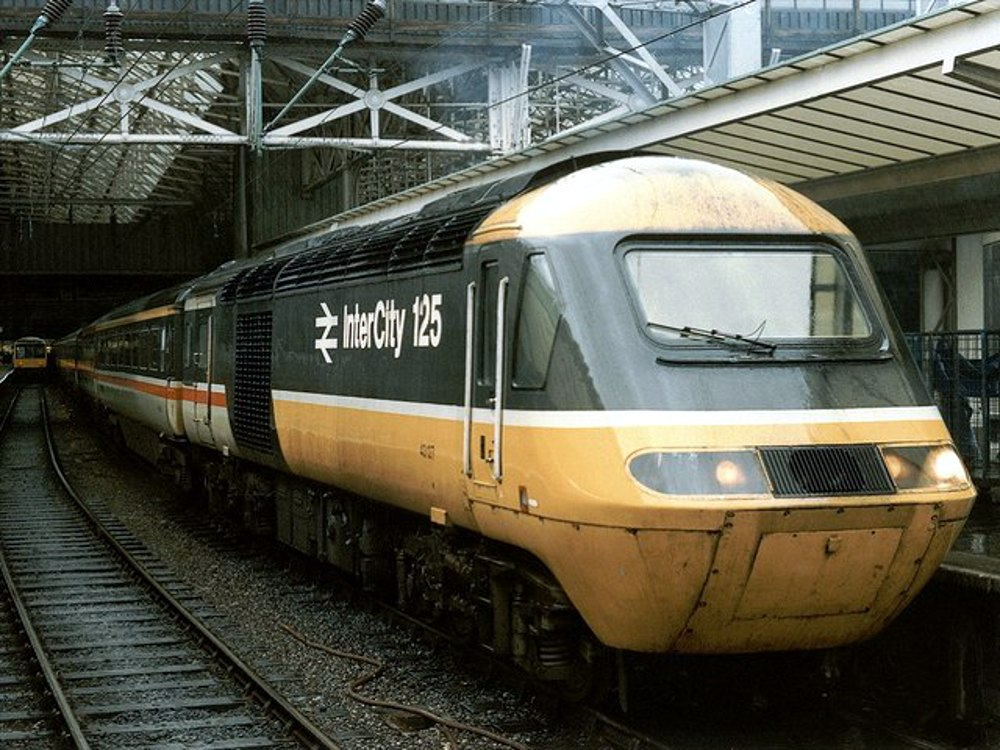
InterCity 125是世界上最快的柴油火车

BREL的絕大部分產出是英國鐵路的機車車輛，包括Mark 2和Mark 3車廂，後者用於機車運輸和InterCity 125柴油高速火車。 BREL為北愛爾蘭鐵路公司建造了NIR 80级柴電多機组。其他從Mark 3派生的車輛包括1980年代的150级柴聯車和電聯車，例如313和317級。
BREL在出口市場上的成功有限，特别是愛爾蘭鐵路和台鐵EMU100型的Mark 2和Mark 3車廂。

### 其他產品

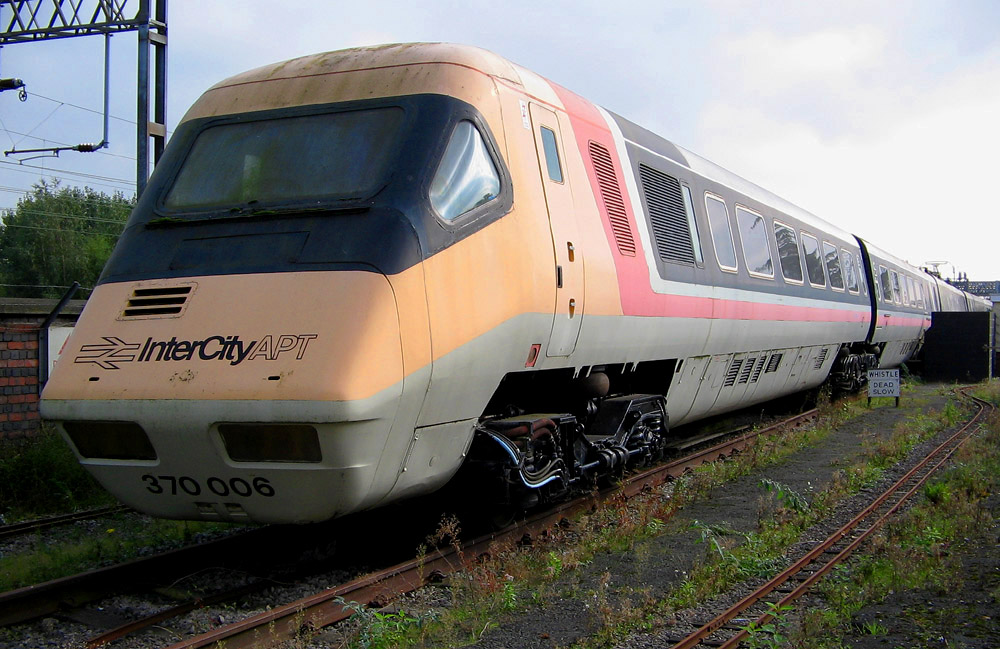
2006年10月在克魯舉行的APT-P

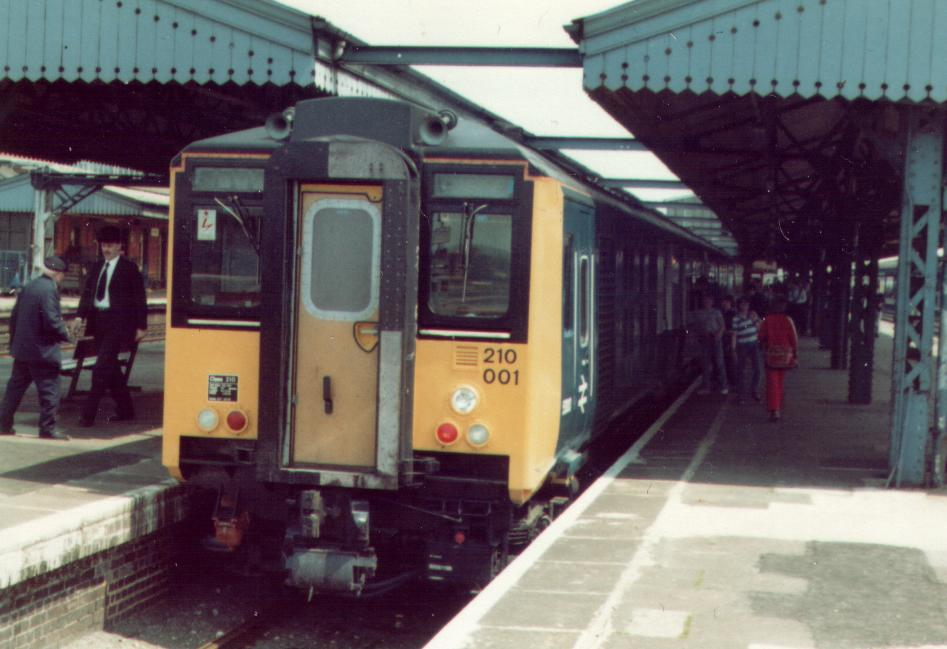
1982年5月30日在雷丁（Reading）上的210類柴聯車，是該類型的第一個乘客服務。

BREL在1970年代和1980年代初期制造了原型，例如210類DEMU和實驗性的高速高級旅客列車（APT）傾斜列車。  210類在外觀上與第一批317類電聯車非常相似，但前車架的一半由機艙佔據，在該機艙中，地上的柴油發動機驅動發電機為車軸上的牽引電動機提供動力。

## 地點
BREL的主要生產中心分别在克魯（ Crewe Works ），德比（ Derby Litchurch Lane Works和Derby Works ），唐卡斯特（ Doncaster Works ），格拉斯哥（格拉斯哥（St Rollox）Works ），希爾登（Shildon Works）和約克（ BREL York ）。 。位於米爾頓凱恩斯（Milton Keynes）沃爾夫頓（Wolverton）的歷史遺跡逐漸被破壞，直到1980年代，才被委派維護工作。
並非所有的英國鐵路機車車輛都是内部生產的： Metro Cammell ， Brush Traction和Metropolitan-Vickers等生產的機車車輛，儘管通常它是按照BREL規範製造的。後來，BREL通常充當總承包商（如GEC）的分包商，而總承包商則為牽引設備提供服務。這些合同要求BREL建造框架，車身外殼和轉向架，並安裝主承包商的牽引和輔助設備。多20世紀80年代，如電力機車施工程序的類87 ， 90和91 ，在這種方式下進行。

## 私有化
1989年，BREL被瑞士-瑞典企業集團ABB Asea Brown Boveri （40％）， Trafalgar House （40％）和管理員工收購（20％）收購。 1992年，它被ABB收購，成立了ABB Transportation Ltd 此後，它已成為龐巴迪運輸公司的一部分。
1996年， BREL York停業。
2005年，位於伯明翰Washwood Heath的Metro-Cammell工廠關閉，這意味著從2005年至2015年的十年間，龐巴迪的前BREL工廠Derby Litchurch Lane Works是英國唯一積極生產庫存的工廠。日立和約翰·萊恩（John Laing）在2015年結束了這一獨特的角色，他們在達勒姆郡開設了新的敏捷火車工廠。 CAF還在Newport附近的Llanwern建造了價值3000萬英鎊的CAF Newport工廠。